# „Грами“ за запис на годината
Запис на годината е една от четирите най-престижни категории на наградите Grammy, (заедно с „Най-добър нов изпълнител“, „Песен на годината“ и „Албум на годината“). Връчва се ежегодно от самото създаване на наградите през 1959 година, за да „почете художествените постижения, техническите умения и цялостното превъзходство в звукозаписната индустрия, без оглед на продажби или място в класациите“.

Според описанието в ръководството за 54-тите награди „Грами“ наградата „Запис на годината“ се присъжда на изпълнителя(ите), продуцента(ите) и/или други членове на продуцентския екип, различни от изпълнителя, за разпространени през предходната година сингли на нови вокални или инструментални музикални произведения. Песни от предходната година могат да бъдат номинирани, ако не са били номинирани през предходната година и албумът, от който са част, не е получавал „Грами“.
- „Запис на годината“ се присъжда за един „запис“, т.е. конкретна записана песен, не нейна комбинация или албум от песни, и се връчва на изпълнителя, продуцента, звукозаписния инженер и/или миксинг инженера на този запис.
- „Песен на годината“ също се присъжда за конкретна песен, но получател на наградата е авторът на песента, т.е. авторът на текста и/или композитора ѝ, и в контекста на наградите „Грами“ под „песен“ се има предвид композицията, а не нейният звукозапис.
- „Албум на годината“ се присъжда за цял албум, т.е. колекция от записани песни, и наградата се връчва на изпълнителя, продуцента, звукозаписния инженер и/или мастеринг инженера на този албум.

## История
През годините получателите на наградата „Запис на годината“ са се променяли съобразно развитието на звукозаписната индустрия:
- 1959 – 1965 – връчва се само на изпълнителя.
- 1966 – 1998 – връчва се на изпълнителя и продуцента.
- 1999 – 2012 – връчва се на изпълнителя, продуцента, звукозаписния инженер или миксинг инженера.
- 2013–днес – връчва се на изпълнителя, продуцента, мастеринг инженера, звукозаписния инженер или миксинг инженера.

Пол Саймън държи рекорда за най-много награди в тази категория с три записа (Mrs. Robinson през 1969 г., Bridge Over Troubled Water през 1971 г. и Graceland през 1988 г.).
Роберта Флек е първият изпълнител, печелил наградата в две последователни години – през 1973 г. (The First Time Ever I Saw Your Face) и 1974 г. (Killing Me Softly With His Song). За втори път това постига групата U2, която печели наградата през 2001 г. (Beautiful Day) и 2002 г. (Walk On) – единственият случай, в който изпълнител печели наградата в две последователни години за записи от един и същ албум.
Други изпълнители, получавали два пъти наградата „Запис на годината“, са Хенри Манчини (Moon River, Days of Wine and Roses); Арт Гарфънкъл (Mrs. Robinson, Bridge Over Troubled Water); Фифт Дайменшън (Up, Up And Away, Aquarius/Let the Sunshine In); Ерик Клептън (Tears in Heaven, Change the World) и Нора Джоунс (Don't Know Why, Here We Go Again).
Франк Синатра е соловият изпълнител с най-много номинации в категорията – седем, като получава наградата веднъж, през 1967 г. за Strangers In The Night. Сред дамите този рекорд принадлежи на Барбра Страйсънд, която е номинирана пет пъти за наградата (Happy Days Are Here Again, People, Evergreen (Love Theme From A Star Is Born), You Don't Bring Me Flowers – дует с Нийл Даймънд и "Woman In Love"), но никога не я печели. Бийтълс са изпълнителят с най-много номинации за група – четири (I Want to Hold Your Hand, Yesterday, Hey Jude и Let It Be), но също никога не са я печелили.
През годините само шестима изпълнители са получавали наградите „Запис на годината“ и „Най-добър нов изпълнител“ през една и съща година: Боби Дарин (Mack the Knife), Кристофър Крос (Sailing), Шерил Кроу (All I Wanna Do), Нора Джоунс (Don't Know Why), Ейми Уайнхаус (Rehab) и Сам Смит (Stay with Me).

## Процедура по награждаване
Членовете на Националната академия за звукозапис (National Academy of Recording Arts and Sciences – NARAS) на САЩ номинират своя избор за запис на годината. Списък на двадесетте най-предлагани звукозаписа се връчва на Комитета по номинациите – специално избрана група от анонимни членове на академията. На специално гласуване комитетът избира най-добрите пет записа, които получават официална номинация, след което останалите членове на академията гласуват победителя от предложените петима номинирани.

## Получатели на наградата
Двадесет и двама от носителите на наградата „Запис на годината“ са печелили и в категорията „Песен на годината“, което е обозначено със звездичка (*).
| Година | Победител(и) | Произведение                            | Номинирани |
| ------ | --- | --------------------------------------- | --- |
| 1959   | Доменико Модуньо | "Nel Blu Dipinto Di Blu (Volare)" *     | - "Catch a Falling Star" на Пери Комо - "The Chipmunk Song (Christmas Don't Be Late)" на David Seville - "Fever" на Пеги Лий - "Witchcraft" на Франк Синатра                                                                    |
| 1960   | Боби Дарин | "Mack the Knife"                        | - "A Fool Such as I" на Елвис Пресли - "High Hopes" на Франк Синатра - "Like Young" на Андре Превин - "The Three Bells" на The Browns                                                                                           |
| 1961   | Пърси Фейт | "Theme from A Summer Place"             | - "Are You Lonesome Tonight?" на Елвис Пресли - "Georgia On My Mind" на Рей Чарлс - "Mack the Knife" на Ела Фицджералд - "Nice 'n' Easy" на Франк Синатра                                                                       |
| 1962   | Хенри Манчини | "Moon River" *                          | - "Big Bad John" на Джими Дийн - "The Second Time Around" на Франк Синатра - "Take Five" на The Dave Brubeck Quartet - "(Up a) Lazy River" на Si Zentner                                                                        |
| 1963   | Тони Бенет | "I Left My Heart in San Francisco"      | - "Desafinado" на Стан Гец и Чарли Бърд - "Fly Me to the Moon Bossa Nova" на Joe Harnell and His Orchestra - "I Can't Stop Loving You" на Рей Чарлс - "What Kind of Fool Am I?" на Сами Дейвис мл.                              |
| 1964   | Хенри Манчини | "Days of Wine and Roses" *              | - "Dominique" на The Singing Nun - "Happy Days Are Here Again" на Барбра Страйсънд - "I Wanna Be Around" на Тони Бенет - "Wives and Lovers" на Джак Джоунс                                                                      |
| 1965   | Аструд Жилберту и Стан Гец | "The Girl from Ipanema"                 | - "Downtown" на Петула Кларк - "Hello, Dolly!" на Луис Армстронг - "I Want to Hold Your Hand" на Бийтълс - "People" на Барбра Страйсънд                                                                                         |
| 1966   | Хърб Алпърт и Тихуана Брас · продуценти: Хърб Алпърт и Джими Мос | "A Taste of Honey"                      | - "Yesterday" на Бийтълс - "The 'In' Crowd" на The Ramsey Lewis Trio - "King of the Road" на Роджър Милър - "The Shadow of Your Smile" на Тони Бенет                                                                            |
| 1967   | Франк Синатра · продуцент: Джими Боуен | "Strangers in the Night"                | - "Almost Persuaded" на Дейвид Хюстън - "Monday, Monday" на Мамас енд Папас - "What Now My Love" на Хърб Алпърт и Тихуана Брас - "Winchester Cathedral" на The New Vaudeville Band                                              |
| 1968   | Фифт Дайменшън · продуценти: Джони Ривърс и Марк Гордън | "Up, Up and Away" *                     | - "By the Time I Get to Phoenix" на Глен Кембъл - "My Cup Runneth Over" на Ed Ames - "Ode to Billie Joe" на Боби Джентри - "Somethin' Stupid" на Нанси Синатра и Франк Синатра                                                  |
| 1969   | Саймън и Гарфънкъл · продуценти: Арт Гарфънкъл, Пол Саймън и Roy Halee | Mrs. Robinson !"Mrs. Robinson"          | - "Harper Valley PTA" на Jeannie C. Riley - "Hey Jude" на Бийтълс - "Honey" на Bobby Goldsboro - "Wichita Lineman" на Глен Кембъл                                                                                               |
| 1970   | Фифт Дайменшън · продуцент: Bones Howe | "Aquarius/Let the Sunshine In"          | - "A Boy Named Sue" на Джони Кеш - "Is That All There Is?" на Пеги Лий - "A Time For Us" на Хенри Манчини - "Spinning Wheel" на „Блъд, Сует енд Тиърс“                                                                          |
| 1971   | Саймън и Гарфънкъл · продуценти: Арт Гарфънкъл, Пол Саймън и Roy Halee | "Bridge over Troubled Water" *          | - "(They Long to Be) Close to You" на Карпентърс - "Everything Is Beautiful" на Рей Стивънс - "Fire and Rain" на Джеймс Тейлър - "Let it Be" на Бийтълс                                                                         |
| 1972   | Карол Кинг · продуцент: Лу Адлър | "It's Too Late"                         | - "Joy to the World" на Three Dog Night - "My Sweet Lord" на Джордж Харисън - "Theme from Shaft" на Isaac Hayes - "You've Got a Friend" на Джеймс Тейлър                                                                        |
| 1973   | Роберта Флек · продуцент: Джоел Дорн | "The First Time Ever I Saw Your Face" * | - "Alone Again (Naturally)" на Gilbert O'Sullivan - "American Pie" на Don McLean - "Song Sung Blue" на Нийл Даймънд - "Without You" на Nilsson                                                                                  |
| 1974   | Роберта Флек · продуцент: Джоел Дорн | "Killing Me Softly with His Song" *     | - "Bad, Bad Leroy Brown" на Jim Croce - "Behind Closed Doors" на Charlie Rich - "You Are the Sunshine of My Life" на Стиви Уондър - "You're So Vain" на Карли Саймън                                                            |
| 1975   | Оливия Нютън-Джон · продуцент: John Farrar | "I Honestly Love You"                   | - "Don't Let the Sun Go Down on Me" на Елтън Джон - "Feel Like Makin' Love" на Роберта Флек - "Help Me" на Джони Мичъл - "Midnight at the Oasis" на Maria Muldaur                                                               |
| 1976   | Captain & Tennille · продуцент: Daryl Dragon | "Love Will Keep Us Together"            | - "At Seventeen" на Janis Ian - "Lyin' Eyes" на Ийгълс - "Mandy" на Бари Манилоу - "Rhinestone Cowboy" на Глен Кембъл |
| 1977   | Джордж Бенсън · продуцент: Томи ЛиПума | "This Masquerade"                       | - "Afternoon Delight" на Starland Vocal Band - "50 Ways to Leave Your Lover" на Пол Саймън - "I Write the Songs" на Бари Манилоу - "If You Leave Me Now" на Чикаго                                                              |
| 1978   | Ийгълс · продуцент: Bill Szymczyk | "Hotel California"                      | - "Blue Bayou" на Линда Ронщат - "Don't It Make My Brown Eyes Blue" на Crystal Gayle - "Evergreen (Love Theme from A Star Is Born)" на Барбра Страйсънд - "You Light Up My Life" на Debby Boone                                 |
| 1979   | Били Джоел · продуцент: Phil Ramone | "Just the Way You Are" *                | - "Baker Street" на Gerry Rafferty - "Feels So Good" на Chuck Mangione - "Stayin' Alive" на Би Джийс - "You Needed Me" на Ан Мъри                                                                                               |
| 1980   | The Doobie Brothers · продуцент: Ted Templeman | "What a Fool Believes" *                | - "After the Love Has Gone" на Earth, Wind & Fire - "I Will Survive" на Глория Гейнър - "The Gambler" на Кени Роджърс - "You Don't Bring Me Flowers" на Барбра Страйсънд и Нийл Даймънд                                         |
| 1981   | Кристофър Крос · продуцент: Michael Omartian | "Sailing" *                             | - "The Rose" на Бет Мидлър - "Lady" на Кени Роджърс - "Theme from New York, New York" на Франк Синатра - "Woman in Love" на Барбра Страйсънд                                                                                    |
| 1982   | Kim Carnes · продцент: Val Garay | "Bette Davis Eyes" *                    | - "Arthur's Theme (Best That You Can Do)" на Кристофър Крос - "(Just Like) Starting Over" на Джон Ленън - "Endless Love" на Даяна Рос и Лайнъл Ричи - "Just the Two of Us" на Grover Washington, Jr. и Bill Withers             |
| 1983   | Тото · продуцент: Тото | "Rosanna"                               | - "Steppin' Out" на Joe Jackson - "Ebony and Ivory" на Пол Макартни и Стиви Уондър - "Always on My Mind" на Уили Нелсън - "Chariots of Fire" на Вангелис                                                                        |
| 1984   | Майкъл Джаксън · продуценти: Майкъл Джаксън и Куинси Джоунс | "Beat It"                               | - "Flashdance... What a Feeling" на Irene Cara - "Every Breath You Take" на The Police - "All Night Long (All Night)" на Лайнъл Ричи - "Maniac" на Michael Sembello                                                             |
| 1985   | Тина Търнър · продуцент: Terry Britten | "What's Love Got to Do with It" *       | - "Hard Habit to Break" на Чикаго - "Girls Just Want to Have Fun" на Cyndi Lauper - "The Heart of Rock & Roll" на Huey Lewis and the News - "Dancing in the Dark" на Брус Спрингстийн                                           |
| 1986   | USA for Africa · продуцент: Куинси Джоунс | "We Are the World" *                    | - "Money for Nothing" на Дайър Стрейтс - "The Boys of Summer" на Don Henley - "The Power of Love" на Huey Lewis and the News - "Born in the U.S.A." на Брус Спрингстийн                                                         |
| 1987   | Steve Winwood · продуценти: Russ Titelman & Steve Winwood | "Higher Love"                           | - "Sledgehammer" на Питър Гейбриъл - "Greatest Love of All" на Уитни Хюстън - "Addicted to Love" на Робърт Палмър - "That's What Friends Are For" на Dionne Warwick и приятели                                                  |
| 1988   | Пол Саймън · продуцент: Пол Саймън | "Graceland"                             | - "La Bamba" на Los Lobos - "I Still Haven't Found What I'm Looking For" на U2 - "Luka" на Suzanne Vega - "Back in the High Life Again" на Steve Winwood                                                                        |
| 1989   | Боби Макферин продуцент: Linda Goldstein | "Don't Worry, Be Happy" *               | - "Giving You the Best That I Got" на Анита Бейкър - "Fast Car" на Трейси Чапман - "Man in the Mirror" на Майкъл Джаксън - "Roll With It" на Steve Winwood                                                                      |
| 1990   | Бет Мидлър · продуцент:Arif Mardin | "Wind Beneath My Wings" *               | - "The End of the Innocence" на Don Henley - "She Drives Me Crazy" на Fine Young Cannibals - "We Didn't Start the Fire" на Били Джоел - "The Living Years" на Mike + The Mechanics                                              |
| 1991   | Фил Колинс · продуцент: Hugh Padgham и Фил Колинс | "Another Day in Paradise"               | - "Vision of Love" на Марая Кери - "U Can't Touch This" на MC Hammer - "From a Distance" на Бет Мидлър - "Nothing Compares 2 U" на Шинейд О'Конър                                                                               |
| 1992   | Натали Кол и Нат Кинг Кол · продуцент: Дейвид Фостър | "Unforgettable" *                       | - "(Everything I Do) I Do It for You" на Брайън Адамс - "Baby Baby" на Ейми Грант - "Something to Talk About" на Бони Райт - "Losing My Religion" на R.E.M.                                                                     |
| 1993   | Ерик Клептън · продуцент: Russ Titelman | "Tears in Heaven" *                     | - "Achy Breaky Heart" на Billy Ray Cyrus - "Beauty and the Beast" на Селин Дион и Пийбо Брайсън - "Constant Craving" на Кей Ди Ланг - "Save the Best for Last" на Ванеса Уилямс                                                 |
| 1994   | Уитни Хюстън · продуцент: David Foster | "I Will Always Love You"                | - "A Whole New World" на Пийбо Брайсън и Реджина Бел - "The River of Dreams" на Били Джоел - "If I Ever Lose My Faith in You" на Стинг - "Harvest Moon" на Нийл Йънг                                                            |
| 1995   | Шерил Кроу · продуцент: Bill Bottrell | "All I Wanna Do"                        | - "I'll Make Love to You" на Boyz II Men - "He Thinks He'll Keep Her" на Mary Chapin Carpenter - "Love Sneakin' Up On You" на Бони Райт - "Streets of Philadelphia" на Брус Спрингстийн                                         |
| 1996   | Сийл · продуцент: Trevor Horn | "Kiss from a Rose" *                    | - "One Sweet Day" на Марая Кери и Boyz II Men - "Gangsta's Paradise" на Coolio - "One of Us" на Joan Osborne - "Waterfalls" на TLC                                                                                              |
| 1997   | Ерик Клептън · продуцент: Бейбифейс | "Change the World" *                    | - "Give Me One Reason" на Трейси Чапман - "Because You Loved Me" на Селин Дион - "Ironic" на Аланис Морисет - „1979“ на Смашинг Пъмпкинс                                                                                        |
| 1998   | Шон Колвин · продуцент: John Leventhal | "Sunny Came Home" *                     | - "Where Have All the Cowboys Gone?" на Paula Cole - "Everyday Is a Winding Road" на Шерил Кроу - "MMMBop" на Hanson - "I Believe I Can Fly" на R. Kelly                                                                        |
| 1999   | Селин Дион · звукозаписен/миксинг инженер: David Gleeson, Humberto Gatica & Simon Franglen; · продуценти: James Horner, Simon Franglen & Walter Afanasieff | "My Heart Will Go On" *                 | - "The Boy Is Mine" на Brandy & Monica - "Iris" на Goo Goo Dolls - "Ray of Light" на Мадона - "You're Still the One" на Шаная Туейн                                                                                             |
| 2000   | Сантана и Роб Томас · звукозаписен/миксинг инженер: David Thoener, · продуцент: Matt Serletic | "Smooth" *                              | - "I Want It That Way" на Бекстрийт Бойс - "Believe" на Шер - "Livin' la Vida Loca" на Рики Мартин - "No Scrubs" на TLC |
| 2001   | U2 · звукозаписен/миксинг инженер: Richard Rainey & Steve Lillywhite; · продуценти: Brian Eno & Daniel Lanois | "Beautiful Day" *                       | - "Say My Name" на Дестинис Чайлд - "I Try" на Мейси Грей - "Music" на Мадона - "Bye Bye Bye" на *NSYNC |
| 2002   | U2 · звукозаписен/миксинг инженер: Richard Rainey & Steve Lillywhite; · продуценти: Brian Eno & Daniel Lanois | "Walk On"                               | - "Video" на India.Arie - "Fallin'" на Алиша Кийс - "Ms. Jackson" на OutKast - "Drops of Jupiter (Tell Me)" на Train |
| 2003   | Нора Джоунс · звукозаписен/миксинг инженер: Jay Newland; · продуценти: Arif Mardin, Jay Newland и Нора Джоунс | "Don't Know Why" *                      | - "A Thousand Miles" на Vanessa Carlton - "Without Me" на Еминем - "Dilemma" на Нели и Кели Роуланд - "How You Remind Me" на Nickelback                                                                                         |
| 2004   | Колдплей · звукозаписен/миксинг инженер: Колдплей, Ken Nelson & Mark Phythian; · продуценти: Колдплей и Ken Nelson | "Clocks"                                | - "Crazy in Love" на Бионсе и Джей Зи - "Where Is the Love?" на Блек Айд Пийс и Джъстин Тимбърлейк - "Lose Yourself" на Еминем - "Hey Ya!" на OutKast                                                                           |
| 2005   | Рей Чарлс и Нора Джоунс · звукозаписен/миксинг инженер: Al Schmitt, Mark Fleming, & Terry Howard; · продуцент: John R. Burk | "Here We Go Again"                      | - "Let's Get It Started" на Блек Айд Пийс - "American Idiot" на Грийн Дей - "Heaven" на Los Lonely Boys - "Yeah" на Ъшър, Лил Джон и Лудакрис                                                                                   |
| 2006   | Грийн Дей · звукосаписен/миксинг инженер: Chris Lord-Alge & Doug McKean, · продуценти: Грийн Дей и Роб Кавало | "Boulevard of Broken Dreams"            | - "We Belong Together" на Марая Кери - "Feel Good Inc." на Gorillaz - "Hollaback Girl" на Гуен Стефани - "Gold Digger" на Кание Уест                                                                                            |
| 2007   | Дикси Чикс · звукозаписен/миксинг инженер: Chris Testa, Jim Scott & Richard Dodd; · продуцент: Rick Rubin | !"Not Ready to Make Nice" *             | - "Be Without You" на Мери Джей Блайдж - "You're Beautiful" на Джеймс Блънт - "Crazy" на Gnarls Barkley - "Put Your Records On" на Corinne Bailey Rae                                                                           |
| 2008   | Ейми Уайнхаус · звукозаписен/миксинг инженер: Tom Elmhirst, Vaughan Merrick, Dom Morley, Mark Ronson и Gabriel Roth; · продуцент: Марк Ронсън | "Rehab" *                               | - "Irreplaceable" на Бионсе - "The Pretender" на Фу Файтърс - "Umbrella" на Риана и Джей Зи - "What Goes Around.../...Comes Around" на Джъстин Тимбърлейк                                                                       |
| 2009   | Алисън Краус и Робърт Плант · звукозаписен/миксинг инженер: Mike Piersante; · продуцент: T-Bone Burnett | "Please Read the Letter"                | - "Chasing Pavements" на Адел - "Viva la Vida" на Колдплей - "Bleeding Love" на Леона Луис - "Paper Planes" на M.I.A. |
| 2010   | Kings of Leon · звукозаписен/миксинг инженер: Jacquire King; · продуцент: Jacquire King & Angelo Petraglia | "Use Somebody"                          | - "Halo" на Бионсе - "I Gotta Feeling" на Блек Айд Пийс - "Poker Face" на Лейди ГаГа - "You Belong with Me" на Тейлър Суифт |
| 2011   | Lady Antebellum · звукозаписен/миксинг инженер: Clarke Schleicher; · продуцент: Lady Antebellum & Paul Worley | "Need You Now" *                        | - "Nothin' on You" на B.o.B и Бруно Марс - "Love The Way You Lie" на Еминем и Риана - "Fuck You" на Сий Ло Грийн - "Empire State of Mind" на Джей Зи и Алиша Кийс                                                               |
| 2012   | Адел · звукозаписен/миксинг инженер: Tom Elmhirst & Mark Rankin · продуцент: Paul Epworth | "Rolling in the Deep" *                 | - "Holocene" на Bon Iver - "Grenade" на Бруно Марс - "The Cave" на Mumford & Sons - "Firework" на Кейти Пери |
| 2013   | Gotye и Kimbra · звукозаписен/миксинг инженер: Wally De Backer, François Tétaz & William Bowden · мастеринг инженер: William Bowden · продуцент: Wally De Backer | "Somebody That I Used to Know"          | - "Lonely Boy" на The Black Keys - "Stronger (What Doesn't Kill You)" на Кели Кларксън - "We Are Young" на фън. и Janelle Monáe - "Thinkin Bout You" by Франк Оушън - "We Are Never Ever Getting Back Together" на Тейлър Суифт |
| 2014   | Дафт Пънк, Фарел Уилямс и Найл Роджърс · звукозаписен/миксинг инженер: Peter Franco, Mick Guzauski, Florian Lagatta & Daniel Lerner · мастеринг инженер: Antoine "Chab" Chabert & Bob Ludwig · продуценти: Thomas Bangalter & Guy-Manuel de Homem-Christo               | "Get Lucky"                             | - "Radioactive" на Imagine Dragons - "Royals" на Лорд - "Locked Out of Heaven" на Бруно Марс - "Blurred Lines" на Робин Тик, Ти Ай и Фарел Уилямс                                                                               |
| 2015   | Сам Смит · звукосаписен/миксинг инженер: Steve Fitzmaurice, Jimmy Napes & Steve Price · мастеринг инженер: Tom Coyne · продуценти: Steve Fitzmaurice, Rodney Jerkins & Jimmy Napes                                                                                      | "Stay with Me" (Darkchild version) *    | - "Fancy" на Иги Азалия и Charli XCX - "Chandelier" на Сия - "Shake It Off" на Тейлър Суифт - "All About That Bass" на Мегън Трейнър                                                                                            |
| 2016   | Марк Ронсън и Бруно Марс · звукосаписен/миксинг инженер: Josh Blair, Riccardo Damian, Serban Ghenea, Wayne Gordon, John Hanes, Inaam Haq, Boo Mitchell, Charles Moniz & Mark Ronson · мастеринг инженер: Tom Coyne · продуценти: Jeff Bhasker, Бруно Марс & Марк Ронсън | "Uptown Funk"                           | - "Really Love" на D'Angelo & The Vanguard - "Thinking Out Loud" на Ед Ширън - "Blank Space" на Тейлър Суифт - "Can't Feel My Face" на The Weeknd                                                                               |